# Římskokatolická farnost Krasonice
Římskokatolická farnost Krasonice je územní společenství římských katolíků v rámci telčského děkanství brněnské diecéze s farním kostelem svatého Vavřince.

## Historie farnosti
První písemná zmínka o kostele svatého Vavřince pochází ze začátku 14. století. Původně gotický kostel byl několikrát přestavován, barokní podobu získal v roce 1771. Důkladnou opravou prošel na přelomu 19. a 20. století.

## Duchovní správci
Farnost spravují premonstráti z kláštera v Nové Říši. Administrátorem excurrendo byl od 1. ledna 2004 do konce dubna 2013 P. Mgr. Bernard František Palka OPraem.Od 1. května 2013 byl administrátorem excurrendo Rmus. D. Mgr. Marian Rudolf Kosík OPraem. 1. srpna 2022 se stal administrátorem farnosti P. Mgr. Bc. Petr Pavel Severin, OPraem.

## Bohoslužby
| Kostel           | Místo     | Bohoslužba (den) | Hodina                         | Poznámka     |
| ---------------- | --------- | ---------------- | ------------------------------ | ------------ |
| svatého Vavřince | Krasonice | neděle čtvrtek   | 9.30 16.30 (zima)/17.00 (léto) | farní kostel |

## Aktivity ve farnosti
Dnem vzájemných modliteb farností za bohoslovce a bohoslovců za farnosti brněnské diecéze je 17. září. Adorační den připadá na nejbližší neděli po 22. lednu. Ve farnosti se pravidelně koná tříkrálová sbírka. V roce 2017 se při sbírce vybralo v Krasonicích 9 037 korun.